# Liste d'accidents aériens en 2017
Pour un article plus général, voir Liste de listes d'accidents aériens.
Liste d'accidents et incidents aériens non exhaustive en 2017.
D'après les statistiques de l'ASN, publiées début 2018, 2017 est l'année la plus sûre depuis 1946. 44 personnes sont mortes dans 10 accidents impliquant des avions de transport de passagers civils. L'accident civil le plus meurtrier a lieu le 31 décembre.

## Janvier
- Le 16 janvier 2017, le vol 6491 Turkish Airlines, un Boeing 747-400F cargo de la compagnie Turkish Airlines, opéré par ACT Airlines (en), s'est écrasé sur un village à proximité de l'aéroport de Manas (Kirghizistan). L'appareil assurait un vol entre l'aéroport de Hong Kong et l'aéroport d'Istanbul-Atatürk, avec escale à Manas. Les 4 membres d'équipage ainsi que 35 personnes au sol ont été tués dans l'accident.

## Mars
- Le 20 mars 2017, au Soudan du Sud, un Antonov An-26 de la compagnie sud-soudanaise South Supreme Airlines (en) s'écrase à l'aéroport (en) de Wau. Les 44 passagers sont blessés[2].
- Le 28 mars 2017, au Pérou, un Boeing 737-300 de la compagnie Peruvian Airlines assurant le vol 112 Peruvian Airlines s'embrase à l'aéroport Francisco Carle (en) près de Jauja, à la suite de la rupture de son train d'atterrissage. 39 des 141 passagers sont blessés[3].

## Juin
- Le 7 juin 2017, un Shaanxi Y-8 militaire s'abîme en mer d'Andaman. L'avion avait décollé de l'Aéroport international de Mergui (Birmanie) à destination de l'Aéroport international de Yangon (Birmanie). L'accident serait dû à une formation de givre sur les ailes entraînant un décrochage. Sur les 122 personnes à bord, il n'y a aucun survivant.

## Juillet
- Le 10 juillet 2017, aux États-Unis, un avion militaire type Lockheed KC-130T Hercules s'écrase dans un champ de soja au Mississippi. L'accident serait dû a une possible explosion en vol, tuant les 16 personnes à bord.

## Septembre
- Le 30 septembre 2017, en RDC, un Antonov An-12 s'écrase au décollage, tuant les 12 occupants de l'avion.

## Octobre
- Le 14 octobre 2017, au large d'Abidjan un Antonov An-26-100 s'écrase en phase d'atterrissage. Quatre des six membres d'équipage de nationalité moldave périssent, les deux autres et les quatre passagers de nationalité française sont blessés[4].

## Novembre
- Le 15 novembre 2017, un Cessna 208 Caravan de la Coastal Aviation s'abime près de Empakaai en Tanzanie. Toutes les 11 personnes à bord sont tuées[5].

## Décembre
- Le 31 décembre 2017, au Costa Rica, un Cessna 208 Caravan s’écrase contre une montagne. Il n'y a aucun survivant parmi les 12 personnes à bord.